# Арапово (Псковська область)
Арапово (рос. Арапово) — присілок в Пушкіногорському районі Псковської області Російської Федерації.
Населення становить 10 осіб. Входить до складу муніципального утворення Муніципальне утворення Пушкіногор'я.

## Історія
Від 2015 року входить до складу муніципального утворення Муніципальне утворення Пушкіногор'я.

## Населення
| 2001 | 2002 | 2010 |
| ---- | ---- | ---- |
| 20   | ↗22  | ↘10  |